# Centre de recherche sur l'anti-corruption
 (février 2022).
Pour les articles homonymes, voir Anti-corruption.
En République démocratique du Congo, le Centre de recherche sur l'anti-corruption,  plus connu sous son sigle CERC est une organisation non gouvernementale ayant pour principale vocation la lutte contre la corruption dans les institutions gouvernementales et dans la mise en œuvre des services publics notamment dans les secteurs de l'éducation et de la santé. Elle a été fondée par Heri Bitamala en 2017 et a aujourd'hui un rayonnement national, possédant des bureaux dans 3 provinces de la République démocratique du Congo.

## Création et historique
L'organisation a été fondée en 2017 à Uvira par Heri Bitamala, ancien directeur des programmes de la Fondation Chirezi entre 2013-2017. Elle a été créée en réponse au besoin croissant de données indépendantes sur la corruption et la qualité de la gouvernance.
Les objectifs de CERC sont d'explorer systématiquement les causes et les conséquences de la corruption et des défaillances réglementaires en utilisant une approche interdisciplinaire. En outre, le CERC vise également à aider les citoyens à demander des comptes aux gouvernements en utilisant des preuves solides.
Depuis 2020, CERC est membre ordinaire de la coalition pour la mise en œuvre de la Convention des Nations unies contre la corruption, de l'Alliance des ONG sur la prévention du crime et la justice criminelle et de l'Alliance Mondiale pour le Renforcement de l'Action Citoyenne et de la Société Civile dans le monde (Civicus Alliance). Il est financé par des subventions de fondations, des fonds de recherche et effectue également des évaluations des risques de corruption dans les ONG et les entreprises publiques et privées à la demande.

## Statut juridique
CERC est régi par la loi no 004/2001 du 20 juillet 2001 portant dispositions générales applicables aux associations sans but lucratif et aux établissements d'utilité publique en République démocratique du Congo.

## Rôle et domaine d'expertise
D'après l'arrêté portant sa création, CERC a pour missions :
- de susciter l’engagement des institutions gouvernementales, de la société civile, ainsi que d’autres organisations internationales compétentes dans l’opérationnalisation de la lutte contre la corruption en République démocratique du Congo;
- de promouvoir la pensée, la recherche et la réflexion stratégique en matière de lutte contre la corruption en République Démocratique du Congo et procéder à des échanges d’expériences, de bonnes pratiques, d’outils normalisés, de techniques et d’approches dans la promotion de l’intégrité ;
- de renforcer les capacités des organisations de la société civile œuvrant dans la promotion de la transparence ;
- de susciter l’engagement des citoyens à surveiller les prestataires de services par le biais d'enquêtes périodiques sur la prestation des services et l'implémentation des projets ;
- de renforcer le rôle des confessions religieuses et les médias dans la promotion de l’intégrité ;
- de promouvoir la coopération inter-organisationnelle dans la lutte contre la corruption ;
- d'identifier et mettre en œuvre tout autre objectif déterminé par les membres.

Depuis sa création, CERC produit et diffuse les titres sur la corruption, la transparence et la redevabilité issus des recherches faites avec le soutien des universitaires et des journalistes. Pour l'opérationnalisation de sa mission, plusieurs projets sont actuellement mise en œuvre dans le domaine de:
- l'éducation[7];
- la santé;
- la démocratie et bonne gouvernance[8];
- les droits humains;
- la lutte contre la corruption[9],[10] et Promotion de l'Intégrité[1],[11];
- le genre et l'inclusion sociale[12]

## Sources de financement
Pour la mise en œuvre de sa stratégie, ses programmes et ses projets, l'organisation CERC s'appuie sur le soutien financier et technique des organisations internationales telles que International Research and Exchanges Board,, Integrity Action, Accountability Lab, Partenariat mondial pour l'éducation, Oxfam International, TrueFootprint et Dyntra et des agences gouvernementales telles que l'Agence des États-Unis pour le développement international,, l'Agence suédoise de développement et coopération internationale et l'Agence norvégienne pour le développement international.

## Approche stratégique
L'approche de recherche unique du CERC combine des méthodes qualitatives et quantitatives pour analyser le comportement des acteurs, générer des données concrètes sans précédent sur les phénomènes étudiés, rendre les résultats de la recherche accessibles au grand public et développer des solutions politiques efficaces. Le CERC est convaincu que ce n'est qu'en comprenant et en mesurant avec précision les activités du gouvernement que la bonne gouvernance peut être construite.
Le CERC est convaincu que la corruption ne peut être efficacement prévenue et traitée que si les gouvernements et les organisations du secteur public et privé mettent en œuvre des mécanismes de contrôle axés sur la lutte contre la corruption comme une partie nécessaire et essentielle de leur gestion quotidienne. Le CERC assiste la campagne anti-corruption en cours du gouvernement de la République démocratique du Congo par des recherches de haute qualité sur le contrôle de la corruption, la prévention de la corruption et la bonne gouvernance.
Le CERC aspire à devenir un important groupe de réflexion sur les politiques de lutte contre la corruption en République démocratique du Congo.

## Statut consultatif spécial à l'ONU
En juillet 2021, le Conseil économique et social des Nations unies (ECOSOC) a accordé au Centre de Recherche sur l'Anti-Corruption le statut consultatif spécial, qui permet aux représentants du Centre d'assister à des réunions du Conseil économique et social des Nations unies et les corps apparentés, permettant au CERC de soumettre des déclarations et des rapports. Étant la seule organisation congolaise non gouvernementale indépendante focalisée sur la lutte contre la corruption a disposé de ce statut[réf. nécessaire], elle participera à des séances de l'Organisation des Nations unies et aura la possibilité de soumettre des déclarations sur la lutte contre la corruption et les droits de l'Homme[source insuffisante].

## Mise en oeuvre de la Convention des Nations Unies contre la corruption
En mars 2022, avec le soutien financier de l'Agence norvégienne de cooperation au développement et du ministère des Affaires étrangères du Danemark, le CERC a publié le tout premier rapport sur la mise en œuvre des dispositions relatives à la prévention et au recouvrement des avoirs de la Convention des Nations unies contre la corruption par la République démocratique du Congo. Le rapport souligne les récents développements qui sont de bon augure pour les efforts de lutte contre la corruption, comme l'engagement public de la présidence de la RDC à atteindre niveaux plus élevés d'intégrité, transparence et de la  responsabilité dans la gestion des finances publiques. En conclusion du rapport, le CERC interpelle le gouvernement à travers des recommandations notamment : renforcer la capacité et l'indépendance des organes de la prévention et la lutte contre la corruption et le blanchiment d'argent, introduire des sanctions en cas de non-respect des dispositions légales et intensifier les efforts de coopération internationale.